# Судомодельный спорт

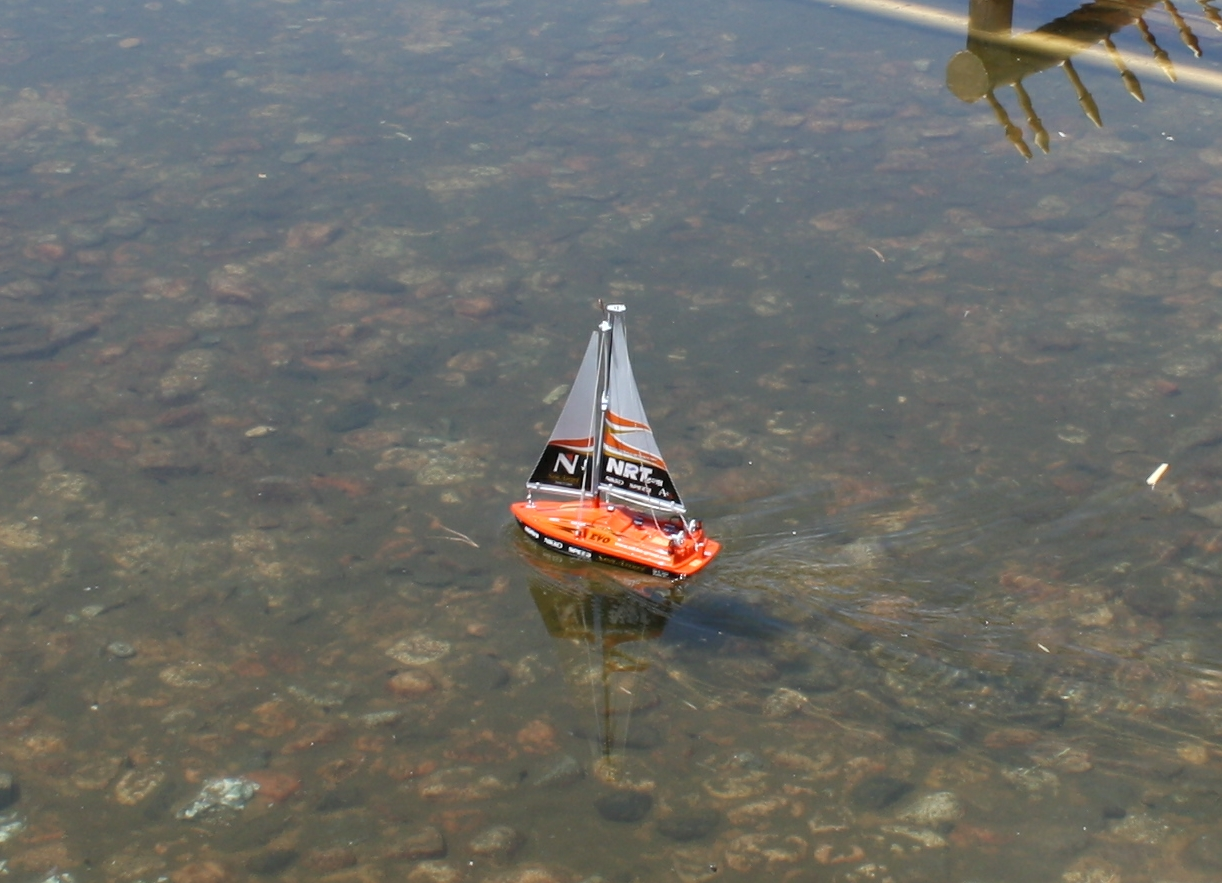
Радиоуправляемая модель яхты в бассейне
(Алма-Ата)

Судомодельный спорт — технический вид спорта, включающий проектирование и постройку моделей кораблей и судов для спортивных соревнований.
Спортивные модели делятся на 36 классов (в основе деления — принцип классификации кораблей военно-морского и торгового флотов). В самоходных моделях используются микродвигатели резиномеханические, инерционные, паровые, внутреннего сгорания, электрические; парус.
Различают соревнования стендовые — конкурсы настольных и некоторых действующих моделей (оцениваются изящество изготовления и соответствие чертежам и прототипу) и ходовые (на скорость, устойчивость на курсе, манёвренность и др.) — самоходных моделей надводных судов и кораблей (в том числе и на подводных крыльях) и подводных лодок; скоростных кордовых моделей (произвольной конструкции); управляемых моделей (с помощью беспроволочной связи); классные гонки моделей парусных яхт.
На международном уровне судомодельный спорт курируется Международной организацией судомоделизма и судомодельного спорта, которая устанавливает классификацию, правила и порядок проведения соревнований.

## Классификация NAVIGA

### Секция М — скоростные модели
Скоростные радиоуправляемые модели:
- F1V-3,5 см³ — радиоуправляемая модель с гребным винтом и двигателем внутреннего сгорания объёмом до 3,5 см³.
- F1V-7,5 см³ — радиоуправляемая модель с гребным винтом и двигателем внутреннего сгорания объёмом до 7,5 см³.
- F1V-15 см³ — радиоуправляемая модель с гребным винтом и двигателем внутреннего сгорания объёмом до 15 см³.
- F1E — радиоуправляемая модель, оснащённая электродвигателем произвольной конструкции для прохождения "скоростной фигуры". Вес модели не ограничен. Напряжение АКБ не более 42,3V. Максимальный вес АКБ типа Lipo не должен превышать 1400 грамм. АКБ других типов не имеют ограничений по весу.

- F3V — радиоуправляемая модель с гребным винтом и двигателем внутреннего сгорания для прохождения фигурного курса.
- F3E — радиоуправляемая модель с гребным винтом и электродвигателем для прохождения фигурного курса.

Скоростные модели ECO для групповых гонок:
- ECO Expert — гоночная радиоуправляемая модель с гребным винтом и электродвигателем свободной конструкции. Один аккумулятор 350 или более грамм. Без возможности замены, время гонки 6 мин.
- ECO Standard — гоночная радиоуправляемая модель с гребным винтом и электродвигателем свободной конструкции. Один аккумулятор 350 или более грамм. Без возможности замены, время гонки 10 мин.
- ECO Team — команда максимум из трех гоночных радиоуправляемых моделей с гребным винтом и электродвигателем свободной конструкции. Максимальное количество аккумуляторов на команду - 3 шт., время гонки 18 мин.
- ECO Mini-Expert — гоночная радиоуправляемая модель с гребным винтом и электродвигателем свободной конструкции. Один аккумулятор до 110 гр, без возможности замены, время гонки 6 мин.
- FSR-E — гоночная радиоуправляемая модель свободной конструкции с гребным винтом и электродвигателем. Максимальное количество аккумуляторов − 21 Nimh или 1150+г литий-полимерных аккумулятора (без замены), время гонки 15 мин.

Скоростные модели-полукопии для групповых гонок:
- MONO 1 — гоночная радиоуправляемая модель с полупогруженным винтом и электродвигателем свободной конструкции. Максимальное количество аккумуляторов − 7, время гонки 6 мин.
- MONO 2 — гоночная радиоуправляемая модель с полупогруженным винтом и электродвигателем свободной конструкции. Максимальное количество аккумуляторов − 12, время гонки 6 мин.
- HYDRO 1 — гоночная радиоуправляемая модель гидроплана с полупогруженным винтом и электродвигателем свободной конструкции. Максимальное количество аккумуляторов − 7, время гонки 6 мин.
- HYDRO 2 — гоночная радиоуправляемая модель гидроплана с полупогруженным винтом и электродвигателем свободной конструкции. Максимальное количество аккумуляторов − 12, время гонки 6 мин.

### Секция FSR
- FSR-H — гоночные модели гидропланов с двигателями внутреннего сгорания объемом 3,5 см³, 7,5 см³, 15 см³, 27 см³, 35 см³ и полупогруженным винтом.
- FSR-V — гоночные модели катера с двигателями внутреннего сгорания объемом 3,5 см³, 7,5 см³, 15 см³, 27 см³, 35 см³ и полностью погружённым винтом.
- FSR-0 — гоночные модели катера с двигателями внутреннего сгорания объемом 3,5 см³, 7,5 см³, 15 см³, 27 см³, 35 см³ и полупогруженным винтом.

### Секция S — модели яхт
- F5Е — радиоуправляемые модели яхт длиной до 1000 мм.
- F5М — радиоуправляемые модели яхт длиной до 1270 мм.
- F5-10 — радиоуправляемые модели яхт, длина модели и площадь паруса связаны соотношением аналогично классу гоночных яхт «TEN RATERS».
- MicroMagic (MM) — радиоуправляемые модели яхт длиной до 535 мм.

### Секция A/B — скоростные кордовые модели
- A1 — скоростная кордовая модель с гребным винтом и двигателем внутреннего сгорания объёмом до 3,5 см³.
- A2 — скоростная кордовая модель с гребным винтом и двигателем внутреннего сгорания объёмом до 7,5 см³.
- A3 — скоростная кордовая модель с гребным винтом и двигателем внутреннего сгорания объёмом до 10 см³.
- B1 — скоростная кордовая модель с воздушным винтом и двигателем внутреннего сгорания объёмом до 2,5 см³

Секция NS-радиоуправляемые модели-копии собственной постройки
```
F2A — длиной до 900мм
F2B — длиной от 901 до 1400мм
F2C — длиной от 1401 до 2500мм
F4A — радиоуправляемые модели-копии, непроходящие стендовую оценку.
F4B — радиоуправляемые модели-копии, выполненные на основе наборов из композитных материалов (дерево, металл и т.д.).
F4С — радиоуправляемые модели-копии, выполненные на основе наборов из пластмассы высокого давления.
F6 — группа радиоуправляемых функциональных моделей-копий для группового выступления.
F7 — радиоуправляемая функциональная модель-копия.
NSS — радиоуправляемая модель-копия парусного корабля (яхты).
DS — радиоуправляемая модель-копия с паровым двигателем.
```

### Секция C — стендовые модели
- C1 — стендовые модели парусных кораблей.
- C2 — стендовые модели военных и гражданских судов.
- C3 — фрагменты кораблей и диорамы.
- C4 — микромодели.
- C5 — стендовые модели кораблей в бутылках.
- C6 — стендовые модели кораблей из промышленных пластиковых наборов.
- C7 — стендовые модели кораблей из бумаги.
- С8 — стендовые модели из промышленных деревянных наборов (Woodenkit)